# Tricarinodynerus schubotzianus
Tricarinodynerus schubotzianus är en stekelart som först beskrevs av Schulthess 1913.  Tricarinodynerus schubotzianus ingår i släktet Tricarinodynerus och familjen Eumenidae. Inga underarter finns listade i Catalogue of Life.